# Bystra (dopływ Kalnicy)
Bystra – potok górski w Sudetach Zachodnich, w Rudawach Janowickich, w woj. dolnośląskim.
Górski potok, lewy dopływ Kalnicy, należący do dorzecza Bobru i zlewiska Morza Bałtyckiego. Długość potoku wynosi 3,5 km. Źródła położone są w Rudawach Janowickich na obszarze Rudawskiego Parku Krajobrazowego na wysokości 780 m n.p.m.  na zachodnim podejściu Przełęczy pod Bobrzakiem na wschód od centrum miejscowości Kowary.
Potok w górnym biegu płynie w kierunku zachodnim przez Rudawski Park Krajobrazowy szeroką doliną Bystrej zalesioną lasem świerkowym regla dolnego, wśród którego znajduje się kilka ciekawych skałek m.in. Złotniki i Kowarska Skała. W dolnej części potok, po przekroczeniu granicy Rudawskiego Parku Krajobrazowego spływa do dość płaskiej doliny Jedlicy nad Kowarami. Na obrzeżu granic miasta Kowar potok opuszcza las oraz Rudawski Park Krajobrazowy i w okolicy Starego Traktu Kamiennogórskiego mija obwodnicę miasta i ostro skręca na południowy zachód, gdzie szeroką doliną wśród łąk płynie w kierunku Radocin do niewielkiego zalewu. Potok opuszczając zalew kieruje się do ujścia, gdzie na północno-zachodnich obrzeżach Kowar, na poziomie ok. 445 m n.p.m. wpada do Kalnicy. Koryto potoku kamienisto żwirowe z małymi progami kamiennymi. Zasadniczy kierunek biegu potoku jest południowo-zachodni. Jest to potok górski zbierający wody z południowo-zachodnich zboczy Rudaw Janowickich. W większości swojego biegu potok jest nieuregulowany, o wartkim prądzie wody, w okresach wzmożonych opadów i wiosennych roztopów stwarza zagrożenie powodziowe. Kilkakrotnie występował z brzegów zalewając przyległe tereny.
Z dolnej części doliny potoku rozciąga się panorama na Karkonosze.

## Dopływy
- kilka strumieni bez nazwy spływających z południowo-zachodnich zboczy Rudaw Janowickich.

## Miejscowości, przez które przepływa
- Kowary